# Историческая фабрика Масте-Барендорф
Историческая фабрика Масте-Барендорф (нем. Historische Fabrikenanlage Maste-Barendorf) — памятник культуры и музей в городе Изерлон; в XIX века фабрика являлась промышленным посёлком, состоявшим из десяти зданий.

## История и описание
В начале XIX века изерлонские предприниматели Дункер и Масте основали к северу от города, на реке Барбах, фабрику по производству медных изделий. Река использовалась для приведения в движение машин, установленных на предприятии: первоначально это был прокатный стан и печь для отжига готовых изделий. Со временем был построен ряд дополнительных зданий, в которых разместились фабричные цеха: литейный, паяльный и другие. Так на этом месте возник целый промышленный посёлок. В дополнение к иглам, на предприятии производилась мебельная фурнитура, дверные ручки и подсвечники, которые затем экспортировались не только в другие города будущей Германской империи, но и в другие страны мира. В 1850 году совладелец Дункер вышел из предприятия, в результате чего компания стала полностью принадлежать семье Масте. После Первой мировой войны здания завода были проданы или сданы в аренду, а производство — остановлено.
В 1960-х годах у городских властей возникла идея сохранить фабрику, создав на базе сохранившихся зданий промышленный музей, доступный для широкой публики. Постепенно здания были включены в список архитектурного наследия города и выкуплены городской администрацией к 1981 году. Затем, в 1985 году, началось строительство музея и восстановление исторической деревни («Museums- und Künstlerdorfes»): в 1987 на территории фабрики был создан музей игл, позволивший горожанам получить представление важнейшем промышленном производстве города в XIX веке. Также было восстановлено оборудование цеха по производству шпилек.
К началу XXI века в литейном цеху стали проводиться демонстрации процессов, связанных с литьём латунных деталей. Музей также предлагает и экскурсии для школьников и молодежных. На его территории проводятся детские дни рождения, а также — устраиваются свадьбы. Некоторые помещения используются и как художественные мастерские: их используют в том числе и призеры соревнований, проводимых местным союзом «Märkischen Kulturkonferenz». Кроме того — как сама фабрика, так и территория вокруг неё, оборудованная велосипедными дорожками — стали популярным местом отдыха горожан. На территории исторической фабрики функционирует кафе. Здесь же регулярно проводится местный рождественский рынок и рок-фестиваль.